# 卡拉套

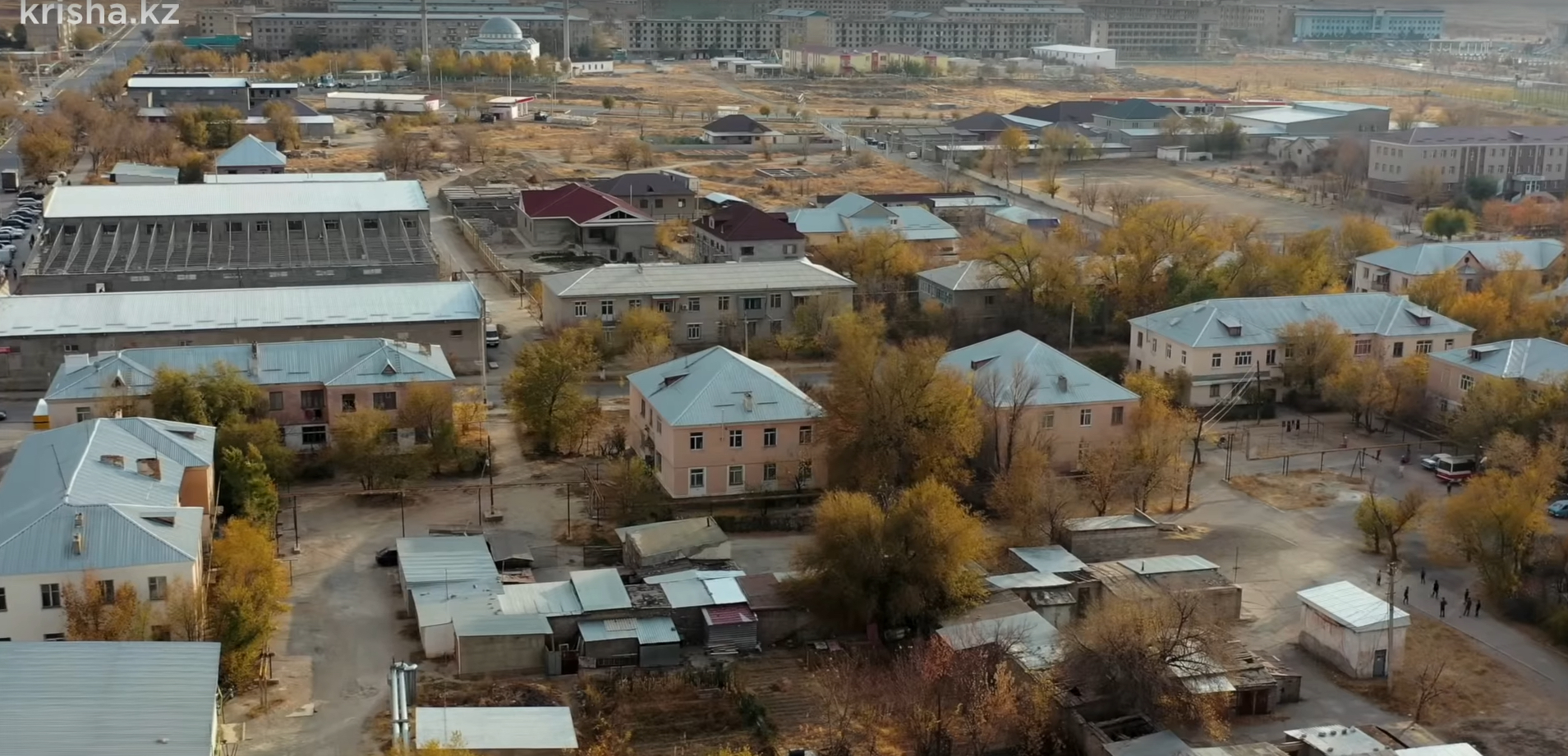
卡拉套

卡拉套是哈薩克的城鎮，由江布爾州負責管轄，位於該國南部，距離首府塔拉茲約100公里，該鎮座落在古代絲綢之路沿途，2012年人口27,365。

## 外部連結
- AmerasianWorld.com's Karatau, Kazakhstan, (Black Mountain) [English]
- Photos of Karatau [English]
- Karatau, Kazakhstan - Facebook Pages [English]
- Karatay Malenkii Gorod Boshix Nadezhd [Russian]

43°10′52″N 70°27′32″E / 43.18111°N 70.45889°E